# Pan European Game Information

Logo PEGI

Pan European Game Information, PEGI (pol. Ogólnoeuropejski system klasyfikacji gier) – europejski system oceniania gier komputerowych, założony przez Interactive Software Federation of Europe (ISFE) w kwietniu 2003 roku, używany w 38 krajach.

## Charakterystyka
Wysłanie gry do sprawdzenia leży w interesie producenta, aczkolwiek nie jest to obowiązkiem. Aby otrzymać odpowiednią ocenę, producent wypełnia kwestionariusz, który następnie sprawdzany jest przez instytut Netherlands Institute for the Classification of Audiovisual Media (NICAM) wystawiający odpowiednią ocenę. Bazuje on również na holenderskim systemie Kijkwijzer.
Klasyfikacja dzielona jest na dwie części. W pierwszej wybierany jest minimalny wiek, oznaczający dla kogo, pod względem wieku, powinna być dostępna gra, natomiast w drugiej produkt oznaczany jest maksymalnie siedmioma opisami, oznaczającymi m.in. nadmierną przemoc, dyskryminację, materiały erotyczne itp.
W ramach systemu PEGI działają: Komitet Doradczy, złożony z przedstawicieli europejskich instytucji rządowych, ekspertów ds. ochrony dzieci, naukowców i psychologów. Komitet Doradczy opiniuje zmiany w systemie PEGI, w tym w kodeksie PEGI (PEGI Code of Conduct) oraz zmiany kryteriów klasyfikacji gier. Komitet ds. Skarg, złożony głównie z naukowców, w którym oceniane są gry, co do których kryteriów klasyfikacji istnieją wątpliwości, a także prośby o zmianę klasyfikacji. Komitet Wykonawczy, który nakłada kary w przypadku stwierdzonych naruszeń zasad obowiązujących w systemie PEGI. Wydawca gry, który przystąpił do systemu, a naruszył zasady (np. pomimo sklasyfikowania gry jako dozwolona od lat 16, na opakowaniu zamieścił oznaczenie od 7 lat) może spodziewać się kary finansowej, nałożonej przez Komitet Wykonawczy.
W 2007 roku działalność rozpoczęła PEGI Online – komórka organizacji zajmująca się ochroną dzieci i młodzieży przed nieodpowiednimi treściami zawartymi w grach online.

## Oceny wiekowe
System PEGI zawiera pięć kategorii wiekowych:
| Ograniczenie                 | Informacje |
| ---------------------------- | --- |
| Pegi 3 na zielonym tle       | Gry przeznaczone dla każdej grupy wiekowej. Nie mogą zawierać elementów, które mogą wystraszyć dziecko oraz wulgaryzmów. Dopuszczalna jest jednak pewna ilość przemocy, o ile przedstawiono ją w komicznym kontekście. |
| Pegi 7 na zielonym tle       | Gry, które w innym przypadku zostałyby zakwalifikowane do grupy wcześniejszej, lecz zawierają dźwięki lub sceny potencjalnie przerażające najmłodszych odbiorców, mogą być uznane za odpowiednie dla tej grupy wiekowej. Dopuszczalne są lżejsze formy przemocy. |
| Pegi 12 na pomarańczowym tle | Gry komputerowe pokazujące przemoc o nieco bardziej realistycznym charakterze, skierowaną przeciw postaciom fantastycznym lub nierealistyczną przemoc wobec postaci przypominających ludzi bądź zwierzęta. Ponadto w tej kategorii wiekowej dopuszczalna jest nieco bardziej dosłowna nagość. Ewentualne wulgaryzmy muszą mieć łagodny charakter i nie mogą zawierać odwołań do seksu. |
| Pegi 16 na pomarańczowym tle | Ten symbol jest nadawany, jeżeli przemoc lub aktywność seksualna są przedstawiane w sposób realistyczny. Młodzież w tym wieku powinna również być odporna na brutalniejsze wulgaryzmy, sceny pokazujące używanie tytoniu lub narkotyków oraz sceny popełniania przestępstw. |
| Pegi 18 na czerwonym tle     | Do tej kategorii trafiają gry najbardziej brutalne, zawierające np. przemoc wobec niewinnych osób. Często występują w nich sugestywne sceny seksualne oraz promowanie zażywania narkotyków. |

## Opisy zawartości
| Treść          | Informacje |
| -------------- | --- |
| Przemoc        | Gra zawiera elementy przemocy. W grach PEGI 3 może to być tylko komiksowa przemoc. W grach PEGI 7 może to być łagodna przemoc. W grach PEGI 12 może to być średnia przemoc. W grach PEGI 16 może to być realistyczna przemoc. W grach PEGI 18 może to być ekstremalna przemoc. |
| Seks           | W grze pojawiają nagość, zachowania seksualne lub nawiązania do zachowań o charakterze seksualnym. |
| Dyskryminacja  | Zawiera przypadki dyskryminacji lub zawiera materiały, które mogą do niej zachęcać osoby nieletnie. |
| Narkotyki      | Podczas rozgrywki pojawiają się nawiązania do używek lub przedstawiono ich zażywanie. |
| Strach         | Gra może przestraszyć młodsze dzieci. |
| Wulgarny język | Używany jest wulgarny język. |
| Hazard         | Rozgrywka zawiera sceny uprawiania hazardu. |
| Gra online     | Produkcje zawierające opcję rozgrywki sieciowej. |
| Zakupy w grze  | Gry z wbudowaną funkcją zakupów. Oznaczenie wprowadzono 30 sierpnia 2018. |

## Kraje, w których stosowany jest systemPEGI
System funkcjonuje w kilkudziesięciu krajach, do których należą między innymi: Albania, Austria, Belgia, Bośnia i Hercegowina, Bułgaria, Chorwacja, Cypr, Czechy, Dania, Estonia, Finlandia, Francja, Grecja, Węgry, Islandia, Irlandia, Izrael, Włochy, Kosowo, Łotwa, Litwa, Luksemburg, Malta, Mołdawia, Czarnogóra, Holandia, Norwegia, Słowacja, Słowenia, Polska, Portugalia, Rumunia, Serbia, Hiszpania, Szwecja, Szwajcaria, Ukraina i Wielka Brytania.
Niemcy są jedynym krajem wśród krajów Unii Europejskiej, w którym nie jest powszechnie stosowane PEGI, z uwagi na istnienie osobnego systemu oceniania gier USK. Ogólnoeuropejski system klasyfikacji gier wspierany jest przez czołowych producentów konsol gier wideo (Sony, Microsoft, Nintendo), a także producentów i wydawców gier komputerowych. W Finlandii oraz Portugalii istniały nieznaczne różnice w kategoriach wiekowych w stosunku do reszty państw objętych systemem.